# Vasupujya

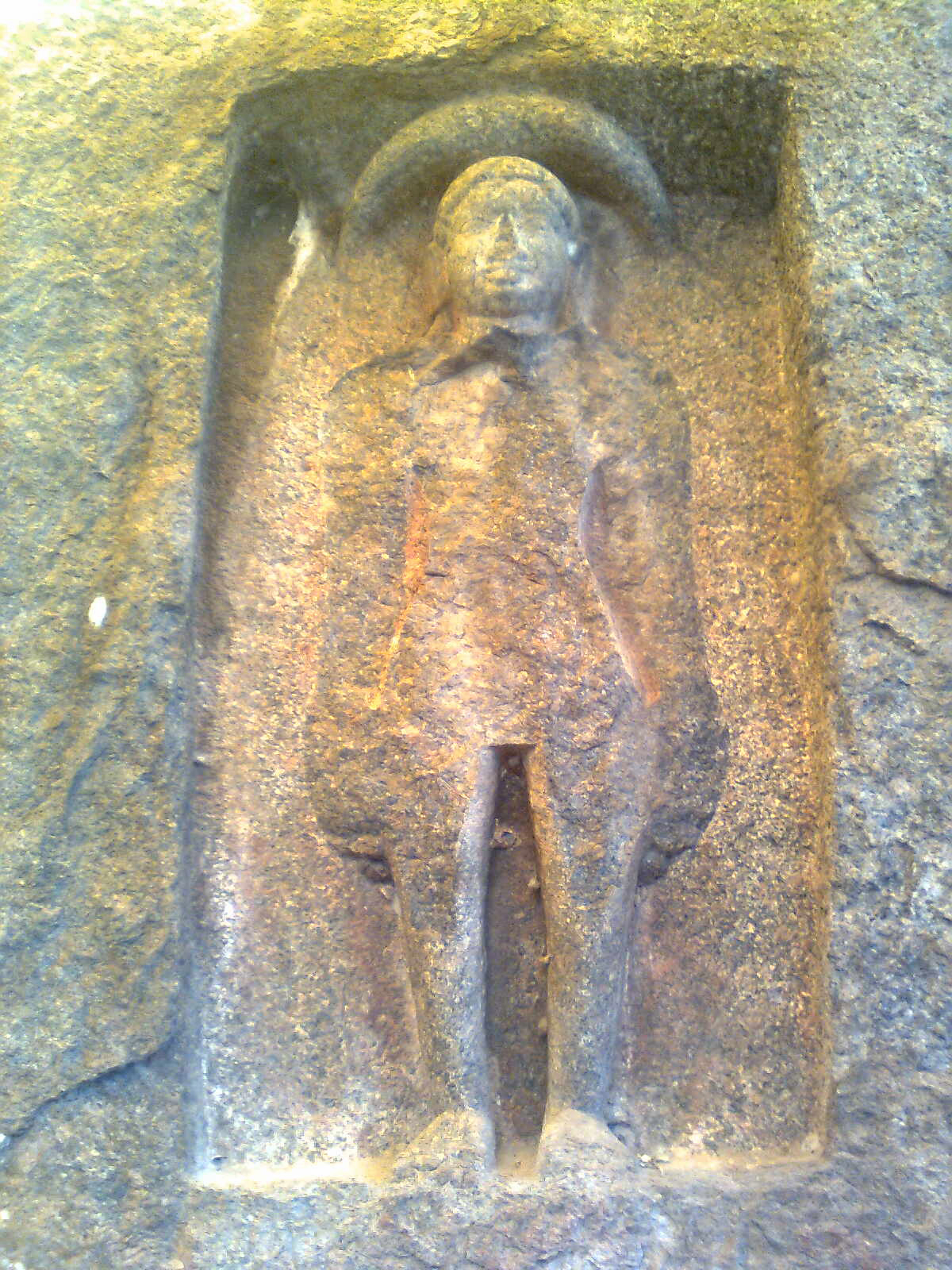
Un Tirthankara, statue de l'Andhra Pradesh, en Inde.

Vasupujya est le douzième Tirthankara, le douzième Maître éveillé de notre époque du jaïnisme. Il est né à Campapuri en Inde, et a atteint la libération, le nirvana, dans cette même cité. Ses parents étaient roi et reine. Très tôt, Vasupujya est devenu ascète afin de se consacrer à la méditation et à la prière. Son nom vient de Vasu, des divinités secondaires alliées de Indra; son nom rend hommage à Indra car la légende raconte que ce dieu du Ciel est venu saluer la naissance de Vasupujya auprès sa mère encore enceinte. Le symbole de Vasupujya est le buffle.